# Tolyposporium ehrenbergii
Tolyposporium ehrenbergii är en svampart som först beskrevs av J.G. Kühn, och fick sitt nu gällande namn av Narcisse Theophile Patouillard 1903. Tolyposporium ehrenbergii ingår i släktet Tolyposporium och familjen Anthracoideaceae.   Inga underarter finns listade i Catalogue of Life.